# Liste der Wappen in den Marken
Die Liste der Wappen in den Marken zeigt die Wappen der Provinzen der Region Marken der Republik Italien. In dieser Liste sind die Wappen jeweils mit einem Link auf den Artikel über die Provinz und mit einem Link auf die Liste der Wappen der Orte in dieser Provinz angezeigt.

## Wappen der Marken

Wappen der Marken
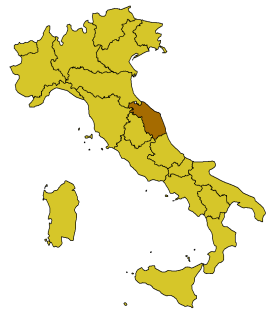
Lage der Region Marken

## Wappen der Provinzen der Region Marken

Provinz Ancona (Wappen der Orte)
Provinz Ascoli Piceno (Wappen der Orte)
Provinz Fermo (Wappen der Orte)
Provinz Macerata (Wappen der Orte)
Provinz Pesaro und Urbino (Wappen der Orte)